# Döden på larvfötter
Döden på larvfötter (originaltitel: The Misfit Brigade) är en amerikansk krigsfilm från 1987 efter Sven Hassels roman med samma namn från 1958. 

## Handling
Året är 1943. Slaget om Stalingrad är förlorat och tyskarna är på reträtt.

## Produktion
Arbetsnamnet på filmen var Wheels of Terror och filmen spelades in i Jugoslavien. Wheels of Terror är den engelska titeln på Hassels bok.

## Rollista (i urval)
- Oliver Reed – general von Grathwohl
- David Carradine – överste von Weisshagen
- D. W. Moffett(en) – kapten von Barring
- Keith Szarabajka – sergeant Beier, "Old man"
- Bruce Davison – korpral Porta
- David Patrick Kelly – korpral Kalb, "Little legionnaire"
- Jay O. Sanders – vicekorpral Creutzfeldt, "Tiny"
- Slavko Štimac – Sven Hassel